# Jefuirea Ierusalimului

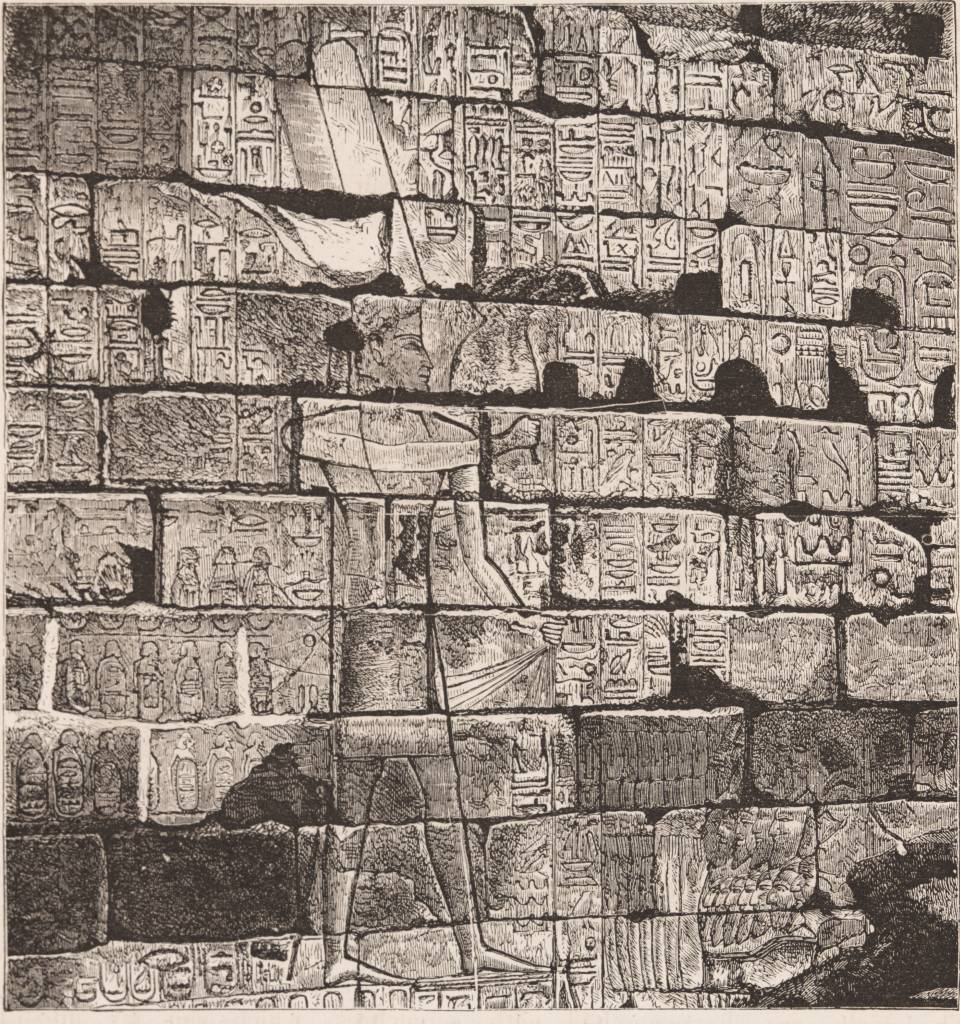
Basorelieful din templul lui Amon cu numele cetăților evreiești pe care Sheshonq I pretinde că le-a capturat

Jefuirea Ierusalimului a avut loc în anul cinci de domnie al regelui Roboam, după moartea lui Solomon, tatăl său. Acest eveniment a fost datat între 926 și 917 î.Hr..
Faraonul egiptean Șișac (ebraică: שישק,, egipteană: Sheshonq I) a sosit cu armata sa de 60.000 de călăreți și 1200 de care, printre care se aflau aliați ai Regatului Kush și din Regatul Iuda. A ocupat fără lupte Ierusalimul și a jefuit Templul lui Solomon și din casa regală a luat toate comorile, Roboam înlocuind vasele luate de faraon și pe cele distruse cu altele din bronz. Cu toate acestea, chivotul legământului nu a fost luat pentru că este menționat în timpul domniei lui Josiah (cca. 640-609 î.Hr.).
În templul lui Amon de la Teba (Egipt) se află un basorelief care comemorează realizările lui Sheshonq I (Șișac), cu toate popoarele pe care le-a asuprit. Printre acestea se numără și Iuda, aceasta fiind considerată o dovadă a textului biblic care se referă la aceste evenimente.